# 瓦達
瓦達（Walda），是英國作家約翰·羅納德·瑞爾·托爾金（J.R.R. Tolkien）的史詩式奇幻作品《魔戒三部曲》中的虛構人物。
他是洛汗（Rohan）第十二任國王，任內半獸人再度攻擊，設伏殺死了瓦達。

## 名字
瓦達（Walda）一名是古英語，意思是「力量、主宰」Power, mastery。

## 總覽
瓦達屬於北方人分支中的洛汗人（Rohirrim），是國王布理塔（Brytta）的兒子及繼承人。不清楚他有沒有任何兄弟姊妹。他的兒子是佛卡（Folca）。
他是洛汗第十二位國王，也是王室第二支系的第三位國王。他任內半獸人（Orcs）雖受上任國王大力剿滅而數量劇減，卻未被徹底根除，並繼續藏匿和偷襲洛汗人。
他生於第三紀元2780年，死於2851年，享年71歲。在《魔戒三部曲》中的附錄二編年史裡，瓦達被殺的年份被錯誤地記錄為2861年。

## 生平
瓦達在第三紀元2780年出生，應該是首都伊多拉斯（Edoras）出生。2842年，他的父親布理塔去世，由瓦達繼位。那時候人們都認為半獸人已經被徹底清除，但後來事實證明並非如此。
他統治的第九年（2851年），瓦達帶著一隊兵馬從登哈洛（Dunharrow）回去首都，途中遭到半獸人伏擊，全軍覆沒，瓦達戰死，結束了9年的統治，由他的兒子佛卡繼位。

## 資料來源
1. 1 2 3 4 5 6 7  《魔戒三部曲》 2001年 聯經初版翻譯 附錄一帝王本紀及年表
2. ↑  .   [2011-11-29]. （原始内容存档于2020-07-06）.
3. ↑  《魔戒三部曲》 2001年 聯經初版翻譯 附錄二編年史

| 前任： 布理塔 | 洛汗國王 | 繼任： 佛卡 |